# منهاج السنة النبوية
منهاج السنة النبوية في نقض كلام الشيعة والقدرية هو كتاب ضخم من تأليف الفقيه السنّي ابن تيمية، ويعد هذا الكتب من أشهر مؤلّفاته على الإطلاق، ويشتمل على الرد على الشيعة الإثني عشرية وفرقة القدريّة، وقد كتبه في الأصل رداً على كتاب الفقيه الشيعي المعروف ابن المطهر الحلي منهاج الكرامة.

## المؤلف
تَقِيُّ الدِّينِ أَبُو الْعَبَّاسِ أَحْمَدُ بْنُ عَبْدِ الْحَلِيمِ بْنِ عَبْدِ السَّلَامِ النُّمَيْرِيُّ الْحَرَّانِيُّ (661 هـ - 728هـ/1263م - 1328م) المشهور باسم ابن تيميَّة. هو فقيه ومحدث ومفسر وعالم مسلم مجتهد من علماء أهل السنة والجماعة. وهو أحد أبرز العلماء المسلمين خلال النصف الثاني من القرن السابع والثلث الأول من القرن الثامن الهجري. نشأ ابن تيميَّة حنبلي المذهب فأخذ الفقه الحنبلي وأصوله عن أبيه وجده، كما كان من الأئمة المجتهدين في المذهب، فقد كان يفتي في العديد من المسائل على خلاف معتمد الحنابلة لما يراه موافقاً للدليل من الكتاب والسُنة ثم على آراء الصحابة وآثار السلف.
وُلد ابن تيميَّة سنة 661 هـ المُوافقة لسنة 1263م في مدينة حران ، وتوفي سنة 728هـ.

## بعد التأليف
يقال بعد مانتهى ابن تيمية من تأليف الكتاب وصل الكتاب لابن المطهر الحلي وأنشد أبيات شعر في الرد عليه منها:
واحتمل ابن حجر العسقلاني لما وصله الكتاب قال:
| منهاج السنة النبوية | لو كان يفهم ما أقول أجبته | منهاج السنة النبوية |

وقيل أنه كان له لقاء مع ابن تيمية في الحج قال السخاوي:
| منهاج السنة النبوية | عن شيخه أنه بلغه أن ابن المطهر لما حج اجتمع هو وابن تيمية وتذاكرا، فأعجب ابن تيمية بكلامه، فقال له: من تكون يا هذا؟ فقال: الذي تسميه ابن المنجس، فحصل بينهما أنس ومباسطة. | منهاج السنة النبوية |

## مختصرات وشروح وترجمات
- قام الذهبي باختصار كتاب منهاج السنة، وسمّى المختصر المنتقى من منهاج الاعتدال في نقض كلام أهل الرفض والاعتزال ويُعرف اختصاراً باسم المنتقى من منهاج الاعتدال.
- اختصره عبد الله الغنيمان وسمّى المختصر مختصر منهاج السنة النبوية.[4]
- تُرجم مختصر الكتاب الذي اختصره الغنيمان إلى الفارسية.
- شرحه ابن باز[5]
- شرحه عبد الرحمن عبد الخالق [6]
- علق عليه عثمان الخميس[7]

## ردود
- الإنصاف في الإنتصاف لأهل الحق من أهل الإسراف - رجل مجهول إلا أن الكتاب تم تأليفه سنة 757 هـ، أي أنه كان معاصرا لابن تيمية[8] والكتاب مطبوع.[9] وهو أول كتاب في الرد عليه.[10]
- كتب محمد مهدي الكشوان القزويني كتابه منهاج الشريعة رداً على منهاج السنة.[11]
- كتب عبد الحسين الأميني نظرة في كتاب منهاج السّنة النبوية[12]
- كتب سراج الدين الهندي رداً بعنوان إكمال المنّة في نقض منهاج السنة.[13]
- كتب علي الحسيني الميلاني دراسات في منهاج السّنة لمعرفة ابن تيمية.[14]
- كتب محمد حسن آغا مير القزويني رداً بعنوان الإمامة الكبرى والخلافة العظمى.[15]
- كتب عبد الرحمن العقيلي ردَّاً بعنوان منهاج السنة المحمدية في الرد على منهاج ابن تيمية.[16]